# Lívia Orestil·la
Lívia Orestil·la, en llatí Livia Orestilla, però Dió Cassi l'anomena Cornelia Orestina, fou una emperadriu romana.
Fou la segona esposa de Calígula, que s'hi va casar l'any 37. Se la va emportar el mateix dia que Lívia es casava amb Calpurni Pisó, després que Calígula, convidat al banquet nupcial l'obligués a divorciar-se. Però l'emperador es va divorciar d'ella només dos mesos després. Lívia i Pisó foren llavors desterrats, segons Suetoni.